# William Benjamin Carpenter
William Benjamin Carpenter, född 29 oktober 1813 i Exeter, död 19 november 1885 i London, var en engelsk fysiolog. Han var bror till Mary Carpenter och far till Joseph Estlin Carpenter.
Carpenter blev 1843 professor i medicinallagfarenhet vid University College i London. Han började 1868 utföra undersökningar om de fysikaliska och biologiska förhållandena på havsbottnen och hans resultat modifierade en mängd geologiska och zoologiska åsikter. Berättelserna om de expeditioner, som han företog med anledning av nämnda undersökningar, publicerades i Royal Societys "Proceedings". Han tilldelades Royal Medal 1861 och Lyellmedaljen 1883.